# Yordan Petrov
Pour les articles homonymes, voir Petrov.
Yordan Petrov, né le 2 mai 2002, est un coureur cycliste bulgare.

## Palmarès sur route

### Par année
- 2022
  -  Champion de Bulgarie du contre-la-montre espoirs
  - 3e du championnat de Bulgarie sur route espoirs
- 2023
  -  Champion de Bulgarie sur route espoirs[1],[2]
  -  Champion de Bulgarie du contre-la-montre espoirs[1],[2]
  - 2e du championnat de Bulgarie sur route
- 2024
  -  Champion de Bulgarie sur route espoirs
  -  Champion de Bulgarie du contre-la-montre espoirs
  - 2e d'In the footsteps of the Romans
- 2025
  - Rakovski Cup
  - 2e du championnat de Bulgarie du contre-la-montre

### Classements mondiaux
| Année                                 | 2024 |
| ------------------------------------- | ---- |
| Classement mondial                    | 769e |
|                                       |      |
| Légende : nc = non classéSource : UCI |      |

## Palmarès sur piste

### Championnats des Balkans
- 2023
  -  Médaillé d'argent de la vitesse par équipes

### Championnats nationaux
- 2023
  -  Champion de Bulgarie de vitesse par équipes (avec Georgi Lumparov et Hristo Gechev)
  - 2e du championnat de Bulgarie de poursuite
  - 2e du championnat de Bulgarie de poursuite par équipes
  - 3e du championnat de Bulgarie de vitesse
  - 3e du championnat de Bulgarie de l'américaine